# INTECH
INTECH — це портфельна компанія UMG Investments.

## Історія
2013 року була заснована UMG Trading на чолі з директором Сергієм Анатолійовичем Мельниченком.
Раніше її бізнес був пов'язаний з логістичними операціями та трейдингом низки продуктів: золошлаки, мікросфери, металургійні шлаки, гази, агропродукція, міндобрива та інше. 
У 2016 році розпочались роботи в галузі виробництва порошкового дроту. А у 2017 було вирішено відокремити окремий портфельний бізнес та перейменувати UMG Trading на INTECH,  що об’єднала  напрямки по  виробництву промислових товарів і послуг (у тому числі логістика), послуги з промислової діджиталізації (індустрія 4:0), та експертизу в продажах і закупівлях.
У 2019 році обіг компанії збільшився на 33%.
Компанія об’єднала напрямки по виробництву промислових товарів і послуг (у тому числі логістика), послуги з промислової діджиталізації (індустрія 4.0) та експертизу в продажах і закупівлях. 

### Власники та керівництво
Станом на весну 2021 року, 100% статутного фонду INTECH належать UMG HOLDING LIMITED та UMG Investments, частині Систем кепітал менеджмент.

### Діяльність компанії
Портфель активів включає чотири основні бізнес-напрямки:
- Логістика (залізничні перевезення)
- Промислові вибухи (вибухові речовини й послуги вибухів)
- Портова логістика (морська логістика та транспортно-експедиторські послуги)
- Продукти для металургії (порошковий дріт і металургійний брикет).

У 2019 році до держбюджету компанія перерахувала 286,3 млн грн податків. У 2020 році обіг INTECH, включно з активами під її управлінням, становив 2 614 млн. грн. До державного бюджету України було перераховано 328,94 млн. грн. податків. Обсяг постачання продукції для металургії досяг 78,1 тис. т . У межах логістичного напряму компанії було перевезено понад 3,3 млн т вантажів силами власного й орендованого парку вагонів.
Також INTECH є центром комерційної експертизи для портфеля UMG Investments.

### Управління
Під управлінням INTECH знаходяться такі компанії:
- ТОВАРИСТВО З ОБМЕЖЕННОЮ ВІДПОВІДАЛЬНІСТЮ «ІНДУСТРІАЛЬНІ ТЕХНОЛОГІЇ», або ТОВ ІНТЕК (продукти для металургії і логістика)
- ПАТ «ПВП Кривбасвибухпром» (бізнес промислових вибухів)
- Група компаній Portinvest (портова логістика)
- ТОВ «ІНВАЙЕР»

## Структура компанії

### Логістика
INTECH є нішевим оператором на ринку послуг залізничної логістики. Стратегічна функція бізнесу — забезпечення логістичної безпеки вантажів портфельних компаній UMG Investments.
Цільові сегменти ринку: 
- Логістика вантажів портфельних компаній UMG Investments
- Логістика вантажів середніх і дрібних вантажовідправників
- Співпраця з найбільшими вантажовідправниками

У 2019 році власний парк вагонів збільшився до 200 . У 2020 році у межах логістичного напряму компанії було перевезено понад 3,3 млн тонн вантажів силами власного й орендованого парку вагонів, що на 22% вище за показники 2019 року. У 2021 році власний парк вагонів збільшився до 234 одиниць і продовжить збільшуватися.

### Промислові вибухи
ПАТ «ПВП Кривбасвибухпром» (КВВП) — одне з найбільших підприємств на ринку вибухових робіт і виробництва вибухових речовин в Україні. Потужна виробнича база дозволяє виробляти більше 50 тис. т. вибухових речовин на рік.
У технологічний ланцюжок виробничого процесу входить виробництво вибухових речовин, переробка, транспортування та надання послуг вибухів. Наразі КВВП виконує вибухові роботи на залізорудних, вапнякових і гранітних кар’єрах.
У 2020 році підприємство встановило рекорд продуктивності, починаючи з 2009 року. Підприємство виконало всі заявки клієнтів за 2020 рік, що в кількісному вираженні становило 52 млн м3. У вересні того ж року команду підприємства очолив Андрій Гаврук у ролі голови правління.

### Портова логістика
У 2020 році під управління INTECH перейшла група компаній Portinvest, яка працює на українському ринку з 2010 року. Компанія реалізує проєкти у сфері морської логістики й надає спектр транспортно-експедиторських послуг. 
Основні послуги, які надає Portinvest, включають агентування в найбільших портах України й за кордоном, експедицію вантажів по залізниці й у морських портах України. Також  Portinvest залучений до розробки й реалізації різноманітних інвестиційних проєктів у портовій галузі.

### Продукти для металургії
INTECH є виробником декількох видів продукції для металургії в Україні:
- Порошковий дріт. Використовується для коригування якісних характеристик сталі й чавуну при позапічній обробці. Виробляється 5 видів продукту.
- Металургійний брикет. Є важливим компонентом виплавки металів, використовується в доменному, сталеливарному, феросплавному й іншому виробництві. Виробляється три види продукту.

У 2020 році обсяг постачання продукції для металургії досяг 78,1 тис. тонн. Таким чином, ріст обсягів виробництва й реалізації продукції для металургії, якщо порівнювати з 2019-м, становив 79%.

## Див.також
Систем Кепітал Менеджмент